# Cephalopyrus flammiceps
El pájaro moscón carirrojo (Cephalopyrus flammiceps) es una especie de ave paseriforme de la familia Paridae propia de las montañas de Asia. Es un pájaro pequeño que mide 10 centímetros y pesa unos 7 g. Se reproduce en los bosques templados que bordean el sur del Himalaya, en las montañas Hengduan y Nujiang Shan en la frontera Birmania-China y en el norte de Sichuan. Pasa el invierno en cotas más bajas y más al sur. Más hacia el este, las aves suelen ser más pequeñas y el plumaje se vuelve gradualmente más oscuro.

## Taxonomía
Es la única especie del género Cephalopyrus. La especie anteriormente estaba clasificada en la familia Remizidae, pero en la actualidad se la clasifica en la familia Paridae. Dicha clasificación no fue del todo aceptada, ya que esta especie anida en huecos de árboles, tal como lo hacen los verdaderos páridos, por lo que se la integró en la familia Paridae. Asimismo, pone huevos azules, al igual que los Auriparus flaviceps. Sin embargo, su pequeña boca y su sonido son típicos de un pájaro moscón.

## Descripción

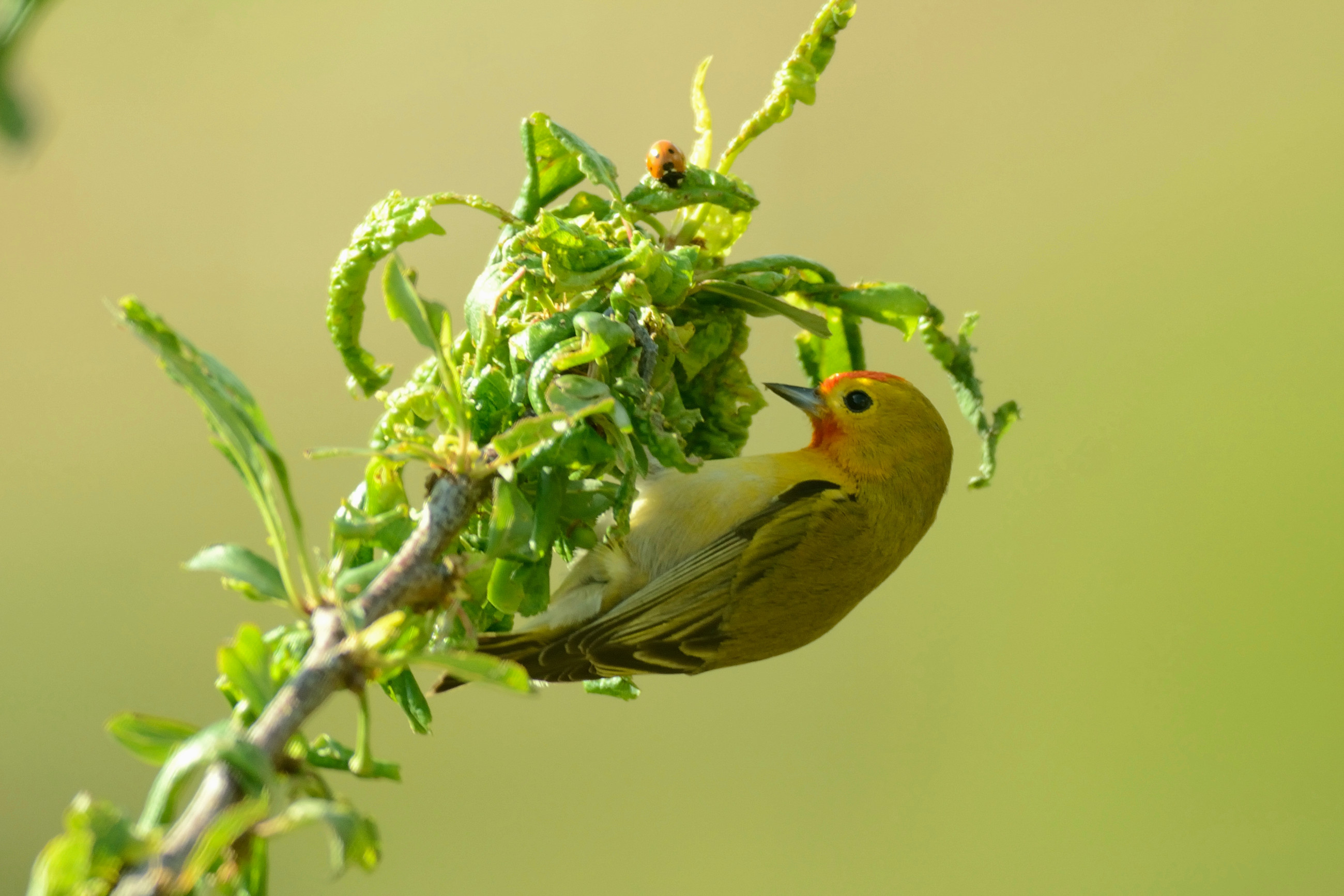
Un ejemplar macho de Cephalopyrus flammiceps.

### Macho
Fuera de la temporada de reproducción (septiembre-enero), el color de su cabeza es marrón oliva oscuro, con un borde de color verde oliva amarillento. Las partes superiores son de color amarillento a verde oliva. La grupa es de color amarillento a oliva amarillo-dorado. Las plumas más largas de la cola son de color gris oscuro. La cola es oliva marrón oscuro, todas las plumas tienen puntas blancas. Las alas son del mismo color que la cola, pero con un borde oliva-amarillento. La garganta es de color blanco. El pecho, el vientre y los flancos son de color amarillo limón, que contrasta con el gris de las grupas, la zona anal y la parte inferior de la cola.
Durante la temporada de reproducción (febrero-julio), el macho tiene un ligero tono naranja-escarlata en la cresta. La ceja y zona alrededor de los ojos es color amarillo dorado teñido de rojo. Las mejillas, las coberteras del oído y los lados del cuello son de color amarillo oliva. La barbilla y la garganta superior son cromo anaranjado, fundiéndose en el pecho de color amarillo dorado. Los lados del pecho y las partes superiores son color amarillo-oliva. Los flancos traseros y el vientre son de color amarillo pálido. Las puntas de las plumas de la cola y las alas son de color blanco. Las patas son azul-gris oscuro. Las coberteras bajo las alas son de color blanco con extremos amarillos.

### Hembra
Fuera de la temporada de reproducción, la hembra no es muy diferente del macho, aunque las partes superiores (incluyendo las mejillas, la frente y los lados del cuello) son de color gris-verde oliva. La barbilla y la garganta son gris blanquecino, integrado en el gris mate del resto de las partes inferiores. El pecho es oliva de tonalidad amarillenta, los lados superior y el vientre se tiñen de color amarillo pálido. El axilar y la parte inferior de las alas son de color gris.
La parte superior de la barbilla, y el pecho garganta, son amarillo oliva intenso, además del vientre y la zona anal que son amarillo blanquecino.

### Huevos
Los huevos tienen un color azul-verde opaco.

### Sonidos
Las llamadas incluye un agudo pero amplio y desigual "tsit-tsit-tsit-tsit" a intervalos irregulares.
Para el contacto, la llamada es un '"whitoo-whitoo"' suave y bajo.
Cuando el macho vuela o se encuentra en un punto alto, comienza a cantar. La canción dura varios minutos. Consiste en una serie de rápidas notas altas, formando frases bien construidas: "pit'su-pit'su-pit'su-pit'su".

## Comportamiento
Flammiceps Cephalopyrus, es siempre activo, dando pequeños golpes de ala como una curruca. Es una reminiscencia de la pequeña ave Sylviparus modestus. Durante la migración y en invierno, por lo general se encuentran en pequeñas bandadas, grupos de hasta 100 integrantes pueden ser vistos. La mayoría de las veces, estos grupos, vuelan por encima de colinas despejadas, son monotípico, pero a veces se unen a bandadas mixtas para la recolección.
El vuelo es potente como el de los pinzones. Se busca su alimento en los árboles grandes, pero también a veces en los arbustos cerca de la tierra. Es más bien ágil, adoptando posiciones acrobáticas, al revés, o deslizamiento a lo largo de las ramas verticales como loros. Esta ave es capaz de abrir las hojas enrolladas con su pico como estorninos y sostenerlo con su pie.

### Alimentación
Cephalopyrus flammiceps se alimenta principalmente de insectos, aunque también consume hojas, flores, brotes y probablemente, polen y savia. Captura a sus presas con los pies. Abre los insectos grandes y vacía su contenido, lo demás se desecha. Esta práctica es bastante similar a la de otras aves, pero a diferencia de ellos, el Cephalopyrus flammiceps no corta a su presa en trozos pequeños.

### Anidación
La temporada de anidación se extiende desde principios de abril hasta mediados de junio. El nido es construido en un hueco dentro de un tronco o rama grande. Cephalopyrus flammiceps prefiere cavidades con entrada protegida por una rama o una cicatriz. Por lo general, utiliza las cavidades naturales, pero a menudo se hace cargo de un nido de pájaro carpintero abandonado. De vez en cuando, excava un hueco en una rama podrida. El nido, por lo general está entre 6 y 12 metros por encima del suelo, a menudo es muy difícil de detectar. El nido es en sí un recipiente construido de hierba seca, raicillas y en ocasiones algunas plumas. Se alinea con hierbas finas y plumas. Esto se hace por la hembra, mientras que el macho protege el territorio. El período de incubación es desconocido. Si la hembra se perturba, trata de disuadir a los intrusos mediante el inflado de sus plumas y haciendo sonidos silbantes. No se sabe si el macho participa en la incubación. Los jóvenes son alimentados por ambos padres. La hembra se encarga del mantenimiento y limpieza del nido por su cuenta.

## Hábitat
El pájaro moscón carirrojo, prefiere los bosques tropicales templados y los bosques mixtos de hoja caduca con robles, avellanos, olmos y nogales, justo por debajo del cinturón de coníferas. En Cachemira y Ladakh anida en arbustos a gran altitud, en China se ha informado en el abies y el rododendro. En Tailandia, se queda en los bosques de las laderas de hoja caduca. La anidación tiene lugar a diferentes alturas dependiendo de la región. En Pakistán, los nidos están entre 1800 y 2600 metros de altura, en el noroeste de la India a partir de loes 1800 hasta los 3500 metros de altura, y en Nepal desde 2135 hasta 3000 metros de altura. Las poblaciones en el Himalaya oriental pasan el período de noviembre a mayo en el sur de Sikkim, entre 300 y 1400 metros de altura. Durante el invierno también se encuentran en los bosques de hoja perenne y de hoja ancha en Tailandia.